# 336. strelska divizija (ZSSR)
336. strelska divizija (izvirno rusko 336. стрелковая дивизия; kratica 336. SD) je bila strelska divizija Rdeče armade v času druge svetovne vojne.

## Zgodovina
Divizija je bila ustanovljena novembra 1941 v Gorkem.